# Zabudowa mieszkaniowa Placu Słowiańskiego w Zabrzu
Zabudowa mieszkaniowa Placu Słowiańskiego w Zabrzu – osiedle mieszkaniowe wybudowane w stylu modernistycznym w latach 1927–1928, znajdujące się w zachodniej części Zabrza, na terenie dzielnicy Centrum Północ. Wpisane w 2020 roku do rejestru zabytków nieruchomych województwa śląskiego.

## Historia

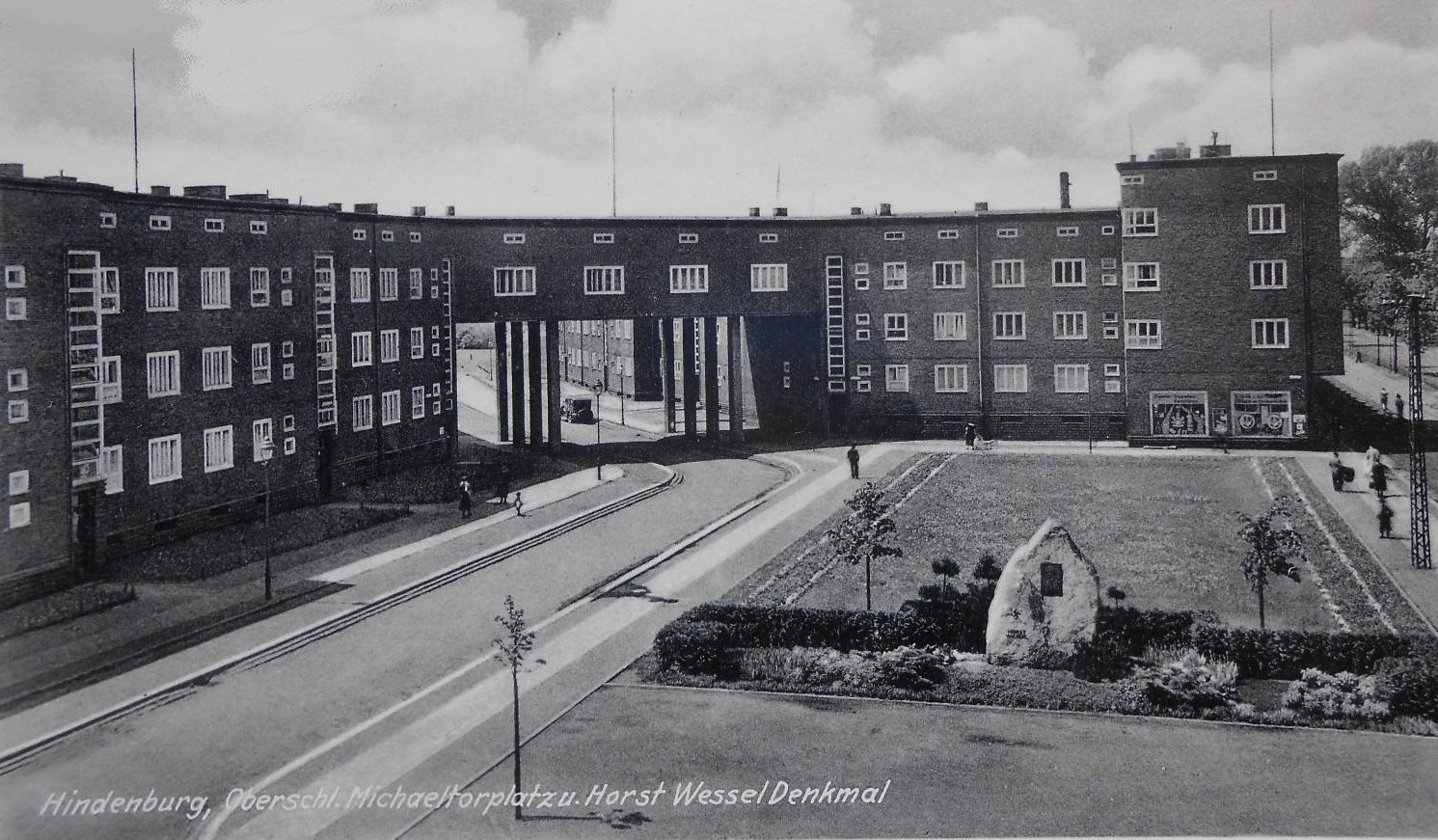
Michaeltorplatz w 1935 roku. Widoczny pomnik Horsta Wessela

Zabudowa wielorodzinna przy pl. Słowiańskim w Zabrzu wzniesiona została w latach 1927–1928 jako element tzw. „miasta północnego” zaplanowanego i budowanego w ramach projektu rozbudowy miasta. Osiedle powstało w rejonie skrzyżowania ulic: Kronprinzenstraße (współcześnie ul. Wolności), Michaelstraße (ul. Marszałka J. Piłsudskiego), Friedenstraße (ul. Pokoju) i Jeenelstraße (ul. S. Wyspiańskiego) w zachodniej części miasta . Projekt inspirowany był jednym z niezrealizowanych pomysłów przebudowy Placu Wolności autorstwa Moritza Wolfa i Alberta Krawietza, a jego wykonanie zlecił zabrzański oddział Górnośląskiego Przedsiębiorstwa Budowlanego w Opolu (niem. Oppeln) .
Pierwotnie Plac Słowiański nosił nazwę Michaeltorplatz (pol. tłum. „plac Bramy Michała”) pochodzącą od nazwy ulicy Michaelstraße, przy której zbudowano osiedle . 20 sierpnia 1933 roku (bądź już w marcu tego roku ) na Michaeltorplatz odsłonięto pomnik niemieckiego nazisty, Horsta Wessela. Miał on postać głazu narzutowego z brązową plakietą z popiersiem działacza, wykonaną według projektu rzeźbiarza Siegmunda Mayera . Sam plac przemianowano w marcu 1939 roku na Horst-Wessel-Platz, zaś nazwę ulicy Michaelstraße zmieniono na Horst-Wessel-Straße. Obecna nazwa Plac Słowiański obowiązuje od 1945 roku. W lipcu 1939 roku podjęto decyzję o budowie dwóch kolejnych bliźniaczych domów przy Jeenelstraße 7 i 9, prace budowlane nad nimi zakończono w 1941 roku .

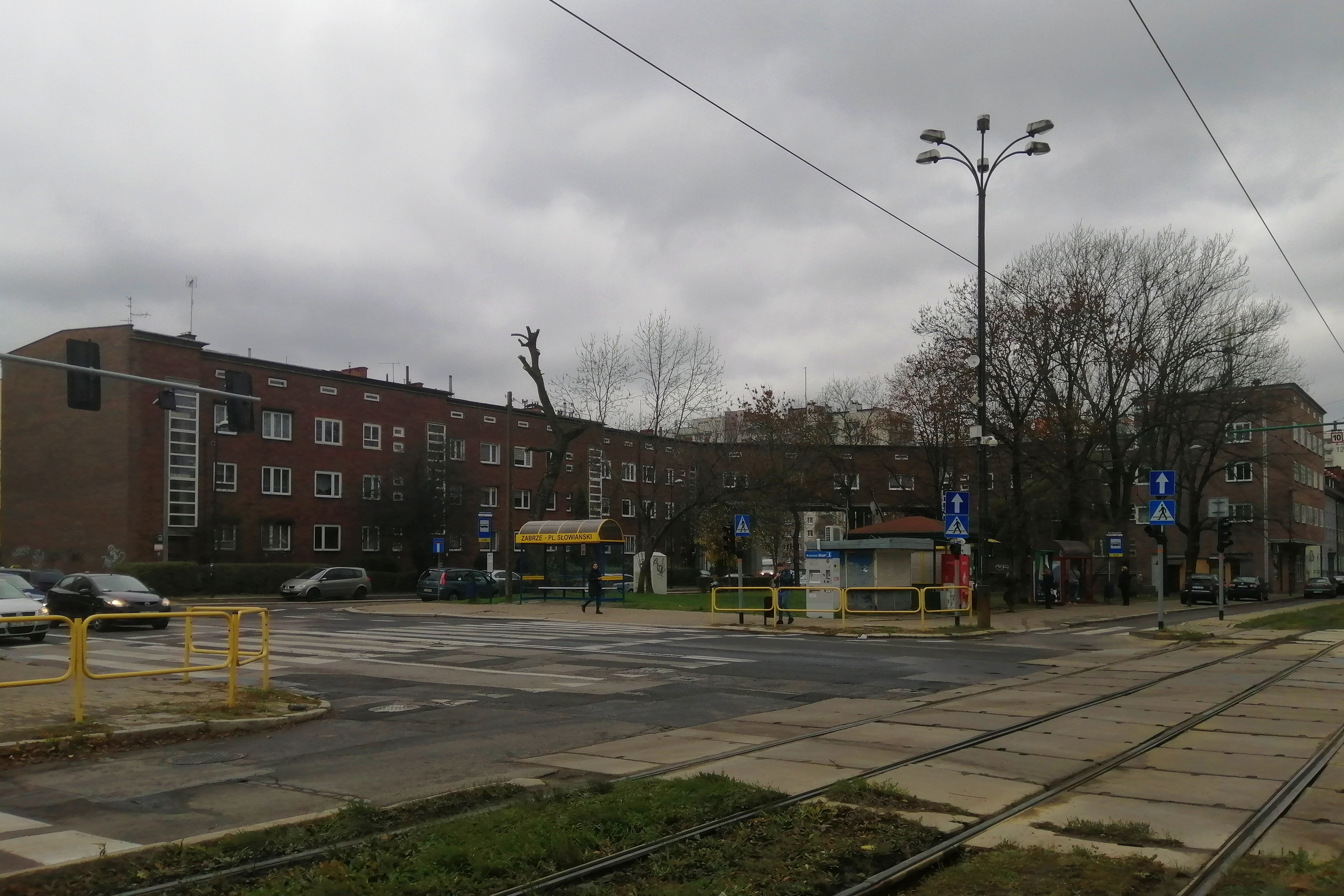
Plac Słowiański w listopadzie 2022, widok od strony ul. Wolności

W latach 1974–1976 do kompleksu dobudowano niewykazujący walorów historycznych, choć dostosowany kubaturą do pozostałej części założenia, budynek przy ul. Wyspiańskiego 10. Jego budowę zleciła Zabrzańska Spółdzielnia Mieszkaniowa, a wykonawcą prac była Zabrzańska Fabryka Maszyn Górniczych . W 2000 roku budynek przy pl. Słowiańskim 1 został częściowo rozebrany i przebudowany, tak że obecnie jego klatka schodowa znajduje się w skrajnej lewej osi, a nie pośrodku, jak pierwotnie. Ponadto budynek miał okna od strony Michaelstraße, których obecnie już nie ma .
W 2020 roku zespół zabudowy osiedla mieszkaniowego przy ul. Wolności 149, pl. Słowiański 1, 2, 3, 4, 5, ul. Stanisława Wyspiańskiego 1, 2, 3, 4, 5, 6, 7, 8, 9 w miejscowości Zabrze, położony na działkach ewidencyjnych nr 1923/28, 1922/28, 831/28, 1814/28, 1726/28, 1815/28, 2678/28, 1702/28, 1700/28, 835/28, 834/28, 2254/17, 2252/28, 2251/28, 1704/28, gm. M. Zabrze wpisany został do rejestru zabytków nieruchomych województwa śląskiego .

## Architektura

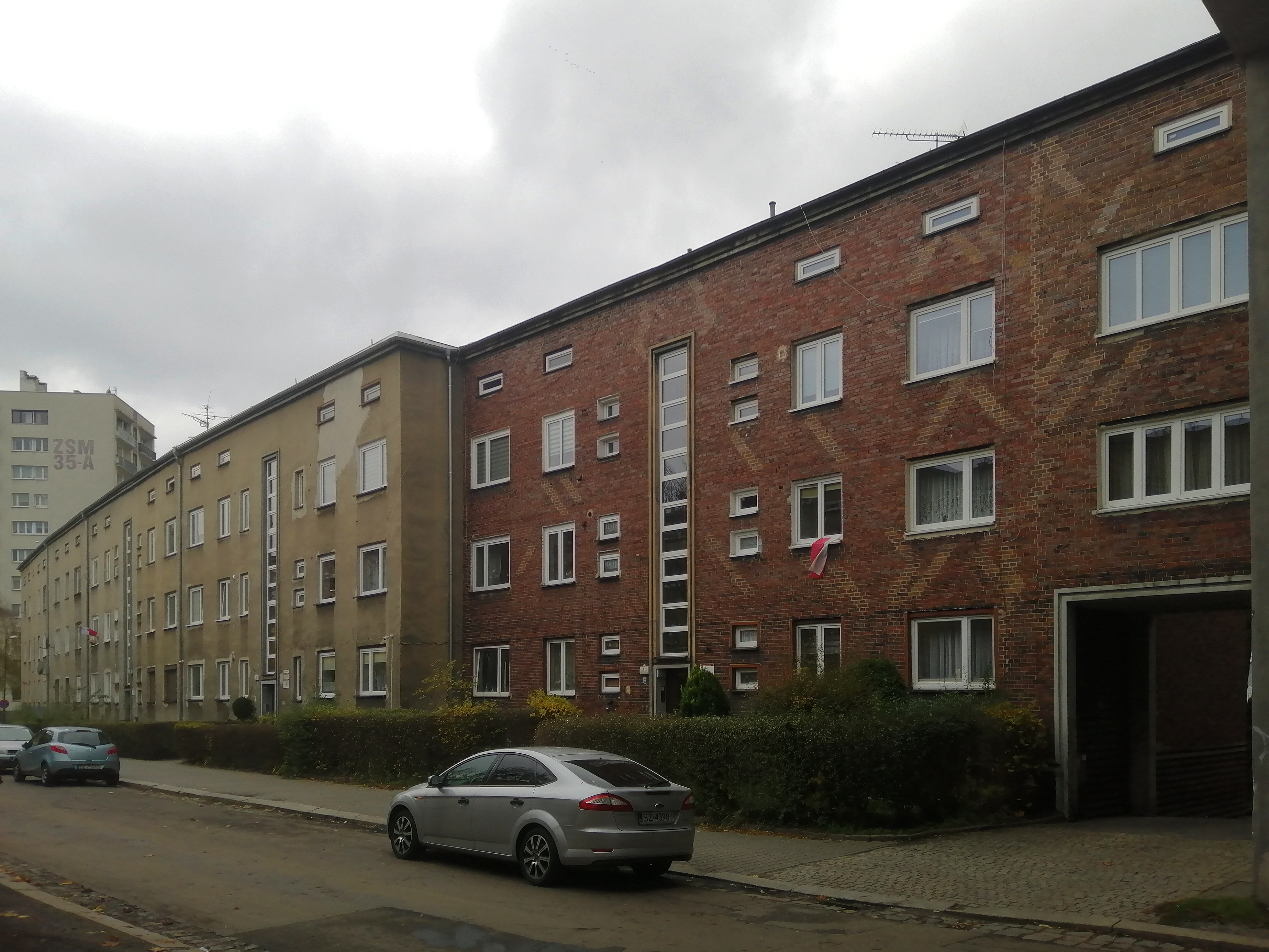
Budynki w skrzydle południowo-zachodnim przy ul. Wyspiańskiego (strona parzysta; 2022)

Zabudowa osiedla mieszkaniowego przy dawnym Michaeltorplatz ma nieregularny kształt i składa się z czterech podzielonych na segmenty skrzydeł: wschodniego (przy pl. Słowiańskim 1, 2, 3 i 4) i północnego (przy pl. Słowiańskim 5 i ul. Wolności 149) – które tworzą dwie reprezentacyjne pierzeje placu, który ma kształt prostokąta ze ściętym narożem południowo-zachodnim – oraz dwóch skrzydeł południowo-zachodnich (przy ul. Wyspiańskiego 1, 3, 5, 7 i 9 oraz 2, 4, 6 i 8) . Łączy je położona centralnie przewiązka wsparta na żelbetowych słupach tworząca trójprzelotową bramę, pod którą przebiega ul. Wyspiańskiego . Budynki pełnią funkcje mieszkalne; jedynie w przyziemiu segmentu przy ul. Wolności 149 funkcjonują lokale usługowe .
Budynki tworzące kompleks są konstrukcji murowanej, wzniesione z cegły, częściowo z zachowaną okładziną z cegły klinkierowej (budynki przy pl. Słowiańskim 1, 2, 3, 4, 5, ul. Wolności 149 i ul. Wyspiańskiego 1 i 2), częściowo wtórnie otynkowane z niskimi ceglanymi cokołami (budynki przy ul. Wyspiańskiego 3, 4, 5, 6, 7, 8 i 9) . Wszystkie segmenty są wzniesione na rzucie prostokąta, trójkondygnacyjne, podpiwniczone i mają poddasza, a kryte są dwuspadowymi dachami o niewielkim kącie nachylenia sprawiającym wrażenie dachu płaskiego .

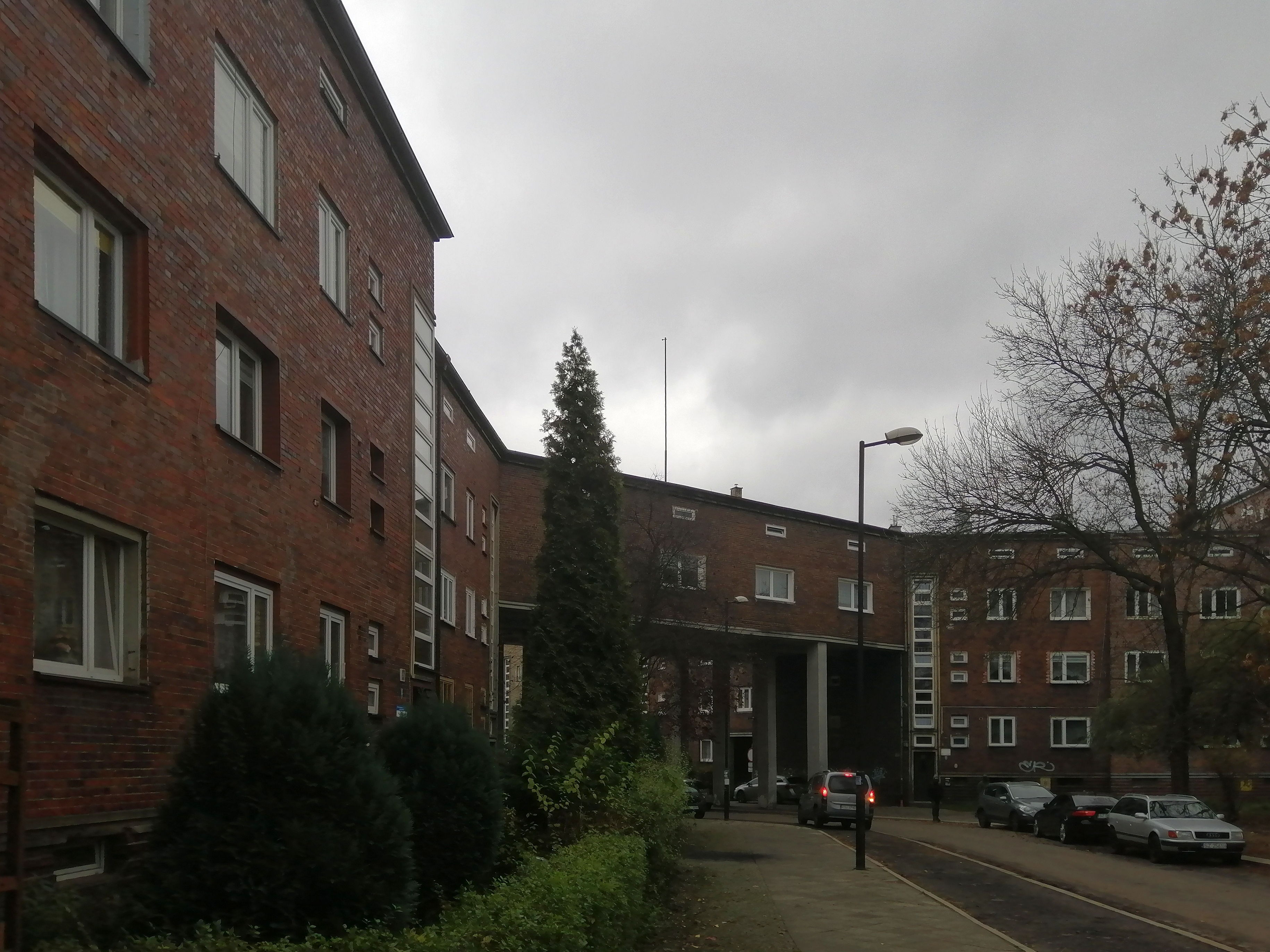
Budynki przy pl. Słowiańskim 3, 4 i 5. Widoczna przewiązka tworząca południowo-zachodnie naroże placu (2022)

Elewacje frontowe budynków są siedmioosiowe, z wyjątkiem elewacji segmentu przy ul. Wolności 149 (pięcioosiowa), segmentu przy ul. Wyspiańskiego 7 i 9 (pięcio- i trzyosiowa) oraz przewiązki (czteroosiowa od strony pl. Słowiańskiego, ośmioosiowa od strony ul. Wyspiańskiego). Tylne elewacje przeważnie sześcioosiowe z balkonami (często wtórnie zabudowanymi) w osiach skrajnych .
Otwory okienne i drzwiowe ujęte w proste opaski wykonane w tynku, stanowiące wraz z cokołami jedyne elementy zdobnicze fasad budynków . Okna różnego rodzaju; wszystkie prostokątne – podłużne (jednodzielne, dwunastopoziomowe) na klatkach schodowych, poziome (trójdzielne i jednopoziomowe), pionowe (dwudzielne, jednopoziomowe) oraz niewielkie jednopodziałowe poziome prostokątne okienka w partiach poddaszy i piwnic .
W 2020 roku stan zachowania obiektu oceniano jako dobry. Pierwotny wygląd budynków został w dużej mierze zachowany, oryginalna stolarka drzwiowa i okienna zachowała się jedynie częściowo, a wnętrza były modernizowane . Nadal dobrze widoczny jest również charakterystyczny układ urbanistyczny założenia .

## Galeria

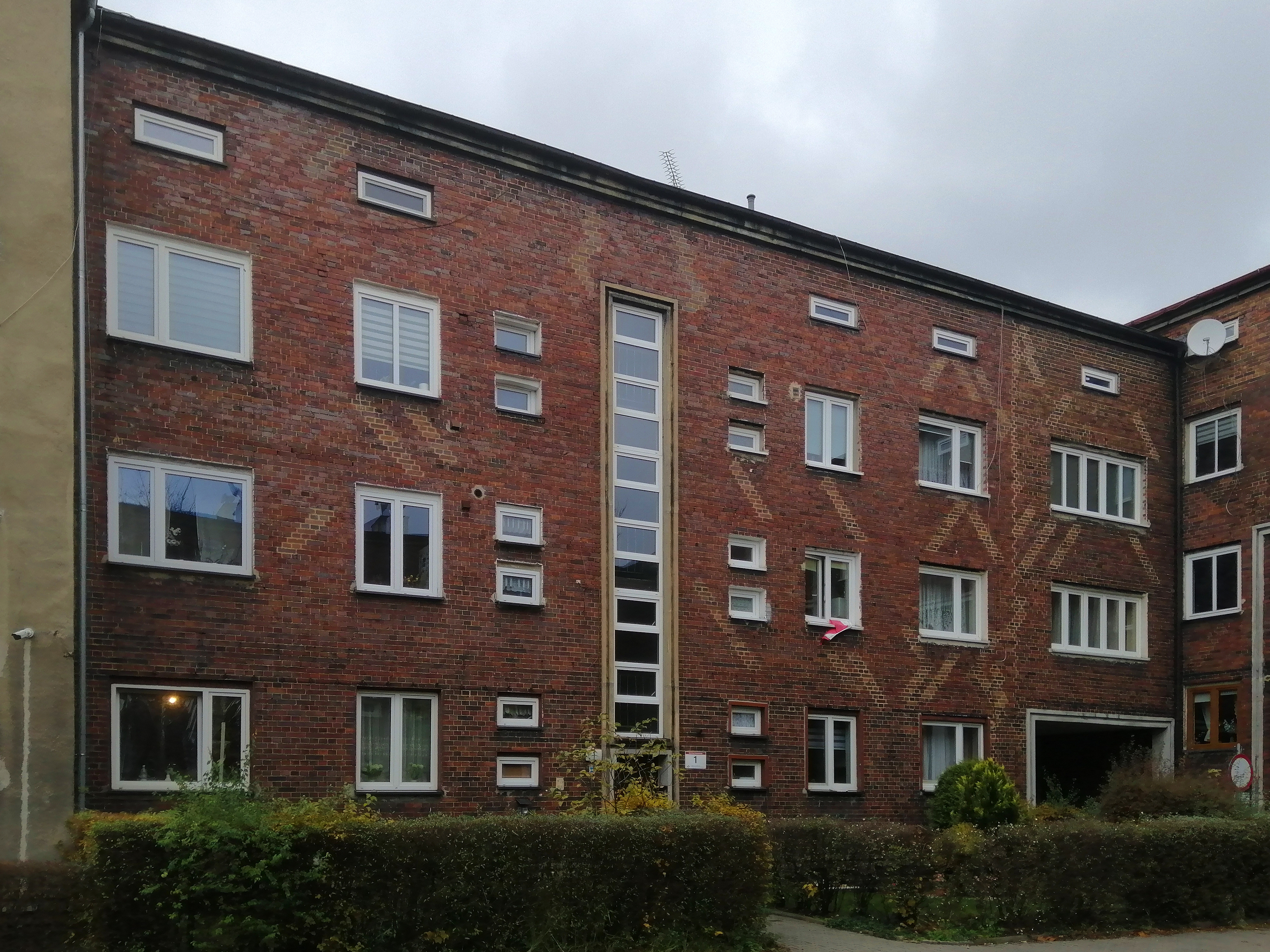
Budynek przy ul. Wyspiańskiego 1 (2022)
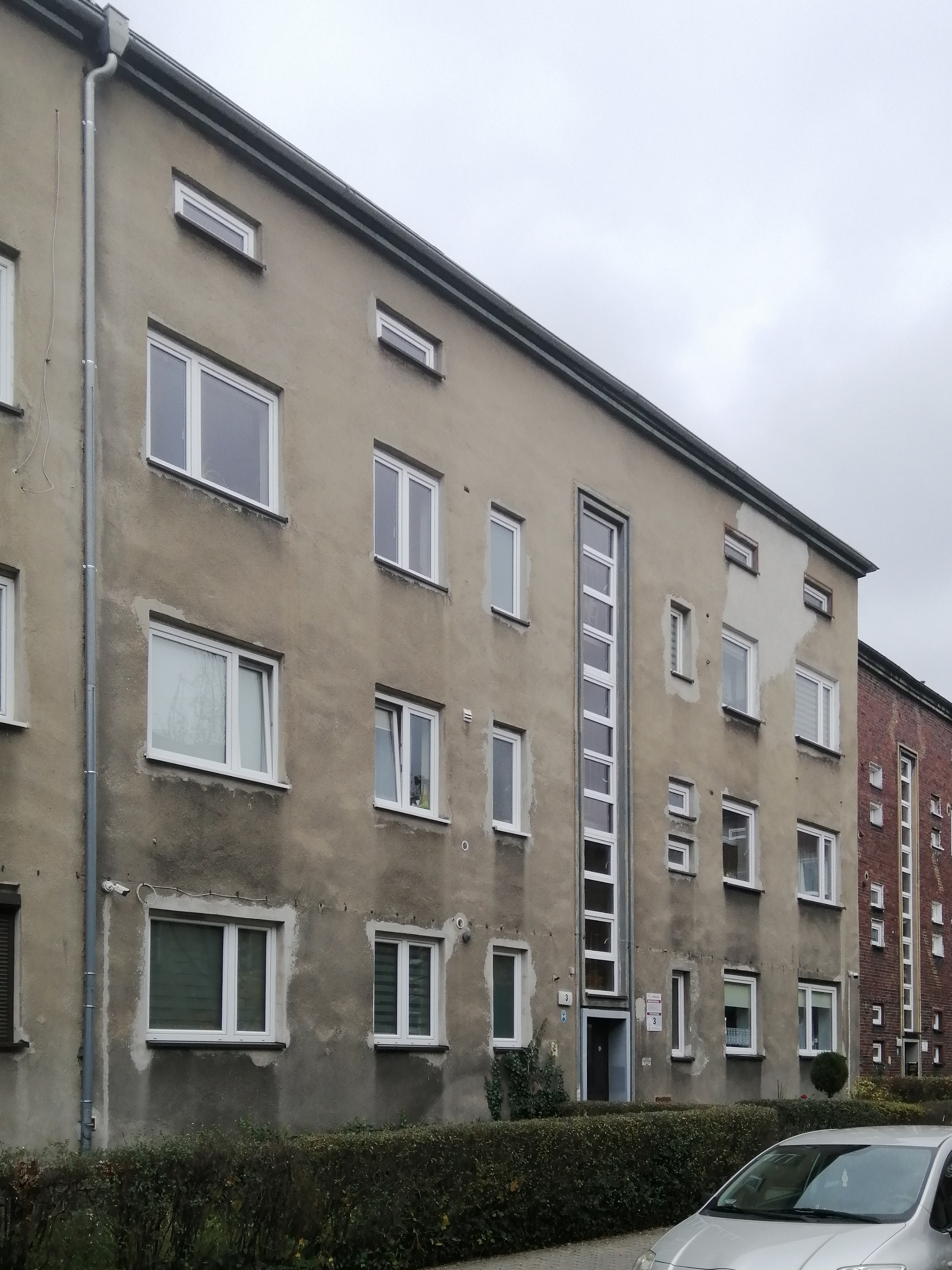
Budynek przy ul. Wyspiańskiego 3 (2022)
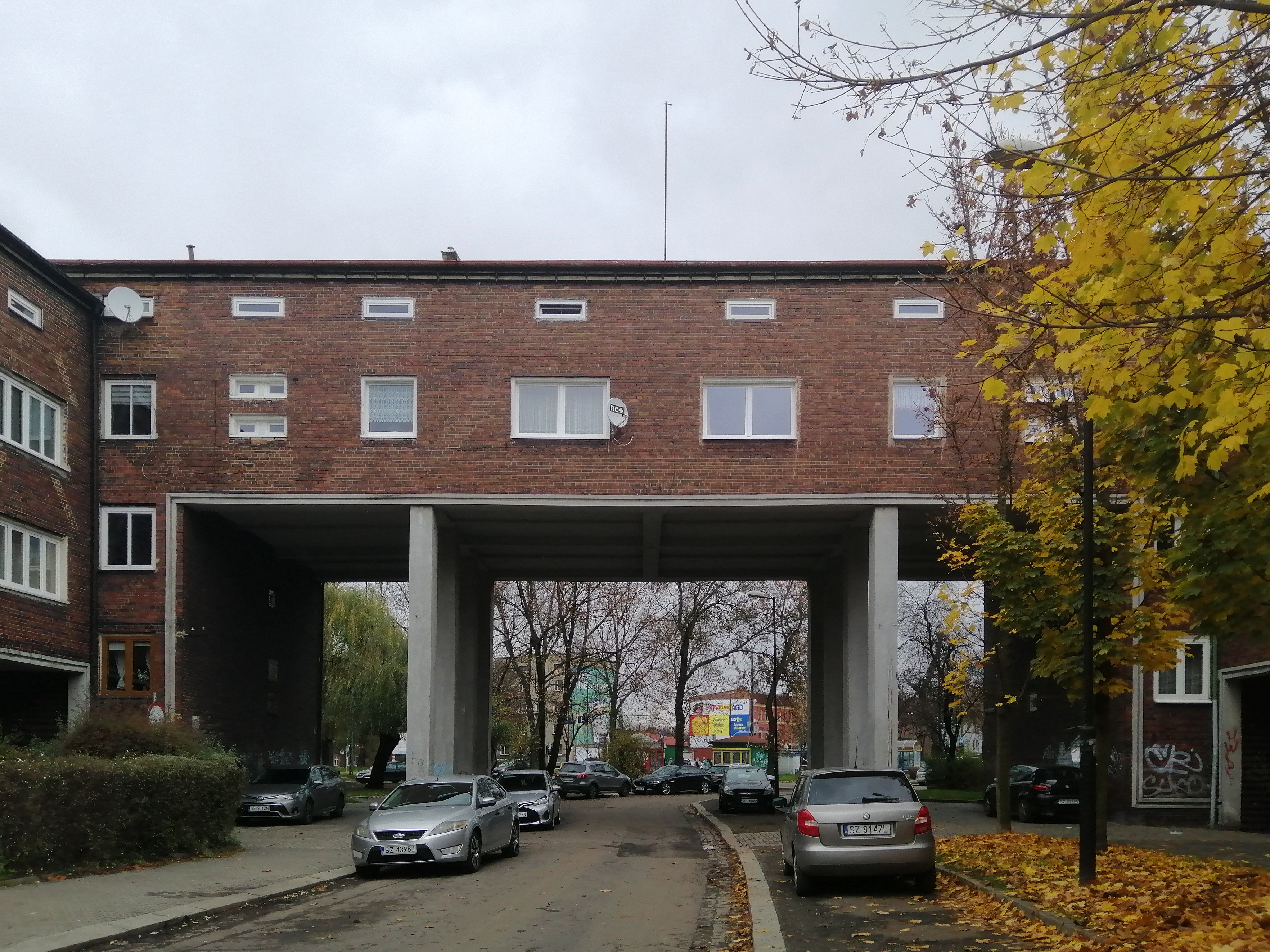
Budynki przy pl. Słowiańskim 4 i 5 tworzące bramę (2022)
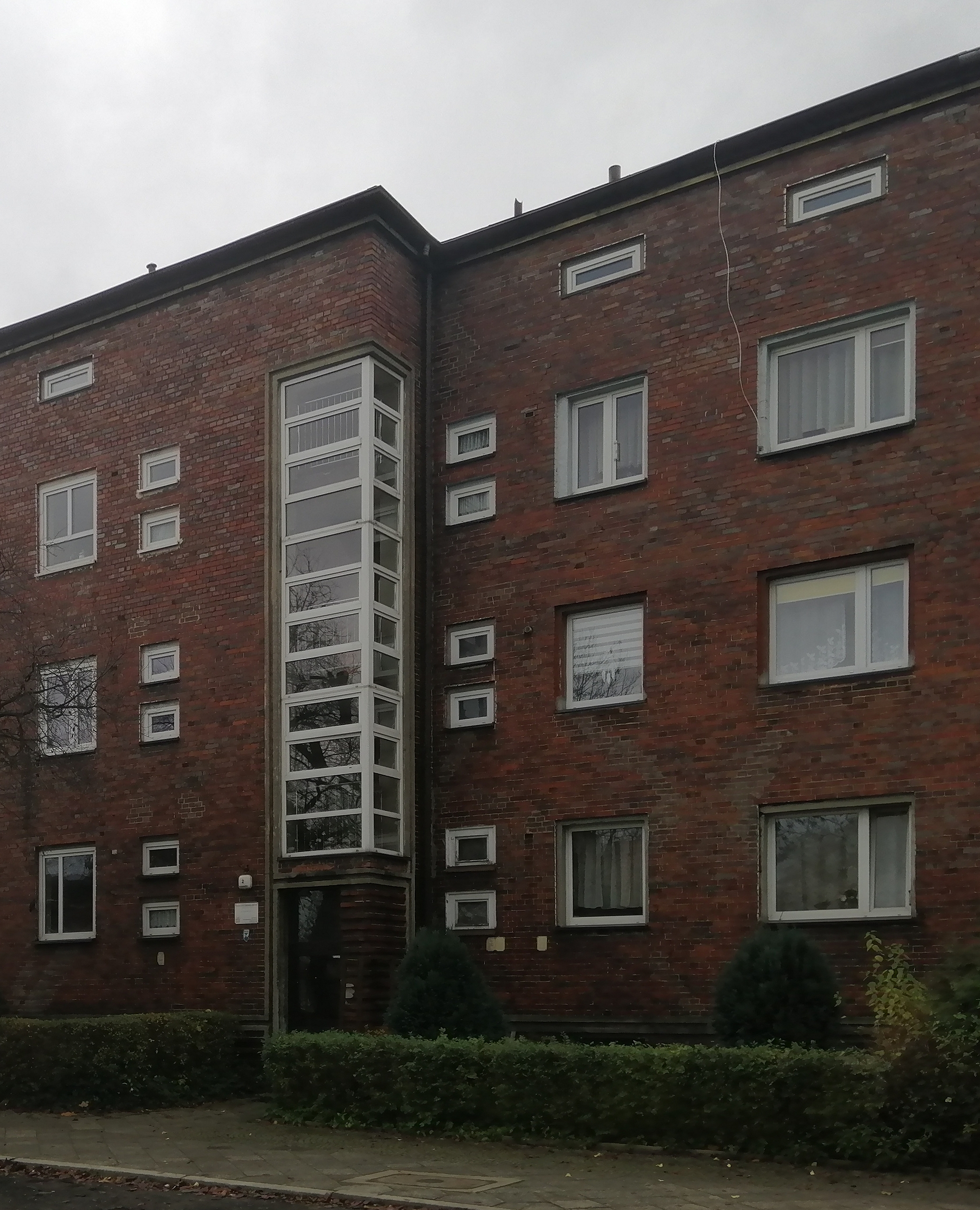
Budynek przy pl. Słowiańskim 2 (2022)
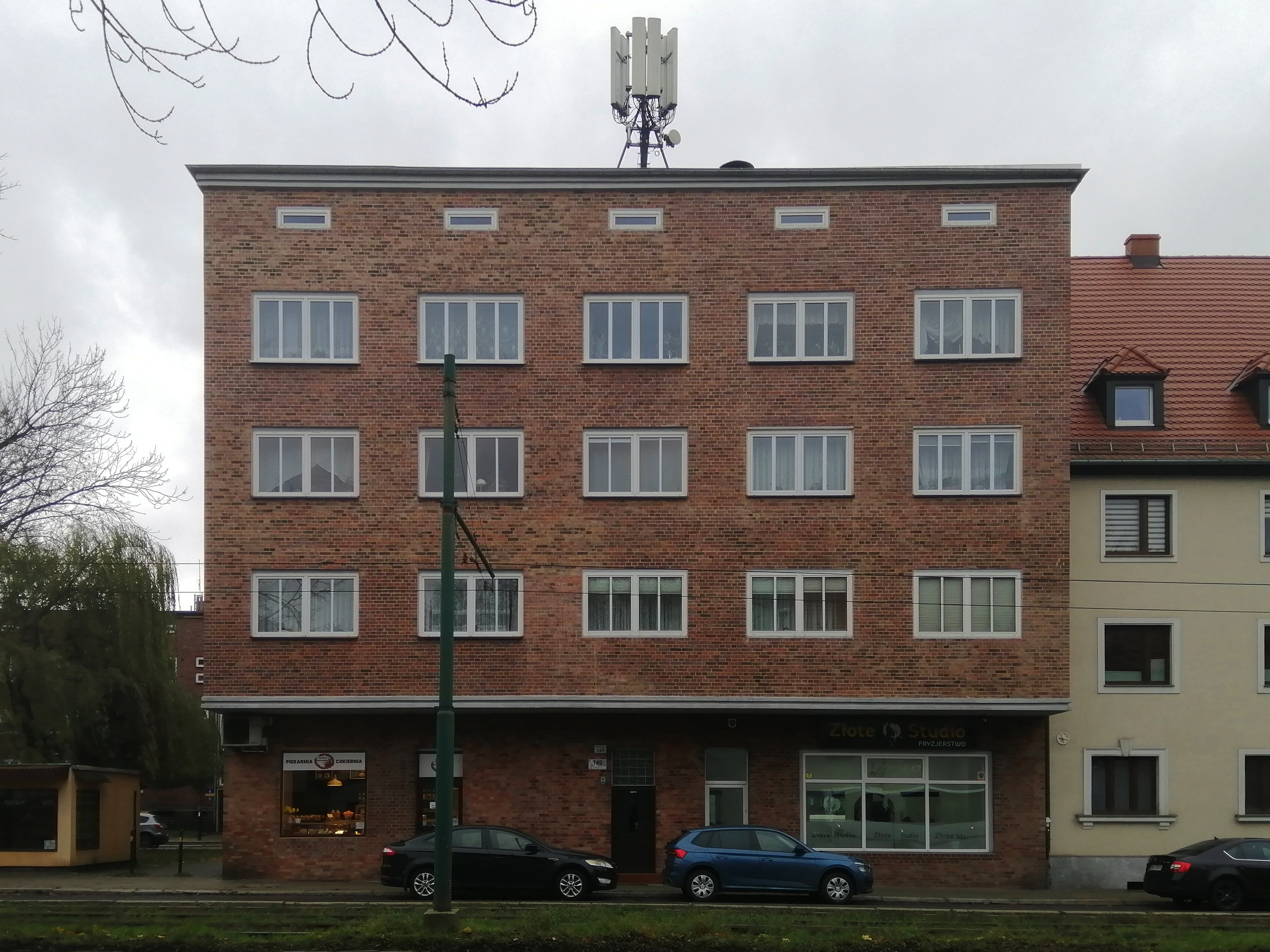
Budynek przy ul. Wolności 149 (2022)